# Georg Hodakowsky
Georg Hodakowsky (* 3. Februar 1917 in Riga) ist oder war ein baltischer Schachspieler.
Noch in Riga lebend gewann er den Pokal der deutschen Angestellten in Lettland. Nach der Umsiedlung wurde er Meister des besetzten Łódź. Er beteiligte sich an der deutschen Einzelmeisterschaft und wurde mehrfacher Landesmeister von Hamburg. Auch die begehrte Trophäe Der silberne Turm 1957 (ausgetragen 1956/57, heute: Dähne-Pokal) wurde von ihm gewonnen. Für den Hamburger SG BUE war er noch in der Saison 1986/87 für die Schachbundesliga gemeldet.
Seine höchste historische Elo-Zahl lag bei 2506 im Oktober 1947.